# Tudor Pro Cycling Team/2025
Deze pagina geeft een overzicht van de wielerploeg Tudor Pro Cycling Team in 2025.

## Algemeen
Hoofdsponsor: Tudor
Algemeen manager: Raphael Meyer
Teammanager: Ricardo Scheidecker
Ploegleiders: Sylvain Blanquefort, Claudio Cozzi, Sebastian Deckert, Daniel Hirs, Morgan Lamoisson, Bart Leysen, Bruno Pires, Marcel Sieberg, Matteo Tosatto, Boris Zimine
Fietsmerk: BMC
Kleding: Assos

## Renners
| Naam                     | Geboortedatum | Nationaliteit    | Ploeg 2024                      |
| ------------------------ | ------------- | ---------------- | ------------------------------- |
| Julian Alaphilippe       | 11-07-1992    | Frankrijk        | Soudal Quick-Step               |
| Marco Brenner            | 27-08-2002    | Duitsland        |                                 |
| Alberto Dainese          | 25-03-1998    | Italië           |                                 |
| Arvid de Kleijn          | 21-03-1994    | Nederland        |                                 |
| Jacob Eriksson           | 01-10-1999    | Zweden           |                                 |
| Lucas Eriksson           | 10-04-1996    | Zweden           |                                 |
| Robin Froidevaux         | 17-10-1998    | Zwitserland      |                                 |
| Marco Haller             | 1-04-1991     | Oostenrijk       | Red Bull-BORA-hansgrohe         |
| Mika Heming              | 06-04-2000    | Duitsland        |                                 |
| Marc Hirschi             | 24-08-1998    | Zwitserland      | UAE Team Emirates               |
| Petr Kelemen             | 18-11-2000    | Tsjechië         |                                 |
| Arthur Kluckers          | 15-03-2000    | Luxemburg        |                                 |
| Sebastian Kolze Changizi | 29-12-2000    | Denemarken       |                                 |
| Alexander Krieger        | 28-11-1991    | Duitsland        |                                 |
| Fabian Lienhard          | 3-09-1993     | Zwitserland      | Groupama-FDJ                    |
| Marius Mayrhofer         | 18-09-2000    | Duitsland        |                                 |
| Aivaras Mikutis          | 16-09-2002    | Litouwen         | Tudor Pro Cycling Team U23      |
| Rick Pluimers            | 07-12-2000    | Nederland        |                                 |
| Mathys Rondel            | 23-09-2003    | Frankrijk        |                                 |
| Michael Storer           | 28-02-1997    | Australië        |                                 |
| Florian Stork            | 27-04-1997    | Duitsland        |                                 |
| Joël Suter               | 25-10-1998    | Zwitserland      |                                 |
| Roland Thalmann          | 05-08-1993    | Zwitserland      |                                 |
| Matteo Trentin           | 02-08-1989    | Italië           |                                 |
| Yannis Voisard           | 26-07-1998    | Zwitserland      |                                 |
| Larry Warbasse           | 28-07-1990    | Verenigde Staten | Decathlon AG2R La Mondiale Team |
| Fabian Weiss             | 11-04-2002    | Zwitserland      | Tudor Pro Cycling Team U23      |
| Hannes Wilksch           | 30-10-2001    | Duitsland        |                                 |
| Luc Wirtgen              | 07-07-1998    | Luxemburg        |                                 |
| Maikel Zijlaard          | 01-06-1999    | Nederland        |                                 |

### Vertrokken
| Naam                  | Geboortedatum | Nationaliteit | Ploeg 2025              |
| --------------------- | ------------- | ------------- | ----------------------- |
| Tom Bohli             | 17-01-1994    | Zwitserland   | ?                       |
| Nils Brun             | 14-06-2000    | Zwitserland   | MYVELO Pro Cycling Team |
| Aloïs Charrin         | 08-09-2000    | Frankrijk     | Gestopt                 |
| Alexander Kamp        | 14-12-1993    | Denemarken    | Intermarché-Wanty       |
| Simon Pellaud         | 06-11-1992    | Zwitserland   | Li Ning Star            |
| Sébastien Reichenbach | 29-05-1989    | Zwitserland   | Gestopt                 |

## Overwinningen
| Nationale kampioenschappen wielrennen Litouwen - tijdrit: Aivaras Mikutis Litouwen - weg: Aivaras Mikutis Luxemburg - weg: Arthur Kluckers Clàssica Comunitat Valenciana Marc Hirschi Trofeo Serra Tramuntana Florian Stork Muscat Classic Rick Pluimers Parijs-Nice 7e etappe: Michael Storer Ronde van de Alpen 2e etappe: Michael Storer Eindklassement: Michael Storer | Boucles de la Mayenne 3e etappe: Marius Mayrhofer |  |

2019 · 2020 · 2021 · 2022 · 2023 · 2024 · 2025
Burgos-Burpellet-BH · Caja Rural-Seguros RGA · Equipo Kern Pharma · Euskaltel-Euskadi · Israel-Premier Tech · Lotto · Q36.5 Pro Cycling Team · Team Flanders-Baloise · Team Novo Nordisk · Team Polti VisitMalta · Toscana Factory Team Vini Fantini · TotalEnergies · Tudor Pro Cycling Team · Unibet Tietema Rockets · Uno-X Mobility · VF Group-Bardiani CSF-Faizanè · Wagner Bazin WB